# Киде, Эммануэль
Эммануэль Мари Жак Киде (фр. Emmanuel Quidet) — бывший президент Франко-российской торгово-промышленной палаты (CCI France Russie), сооснователь франкоязычной газеты в России Le Courrier de Russie и благотворительного фонда Samusocial Moskva Архивная копия от 16 августа 2016 на Wayback Machine, также в прошлом партнер по вопросам аудита во французском бизнес-центре EY CIS в Москве.

## Биография
В 1985 г. окончил Европейскую школу бизнеса Архивная копия от 9 июля 2016 на Wayback Machine в Париже. Эммануэль Киде начал свою карьеру в EY во Франции, где проработал восемь лет, затем год в Питтсбурге (штат Пенсильвания, США) вплоть до прихода в EY CIS в 1994 г. Работая в Париже, более двух лет курировал зону Африки и Ближнего Востока.
В 1997 г. стал одним из основателей Франко-российской торгово-промышленной палаты (CCI France Russie), которую возглавлял с 2007 г. вплоть до ноября 2022 г.
С 2002 г. стал сооснователем газеты Le Courrier de Russie, которая выходила в России два раза в месяц на французском языке тиражом в 25000 экземпляров.
В 2004 г. стал одним из основателей московского отделения Samusocial (Samusocial Moskva), почетным председателем которого стал профессор Леонид Рошаль.
В 2012 г. Эммануэлю Киде был вручен орден Почетного легиона.
В 2015 г. Сергей Лавров, министр иностранных дел Российской Федерации наградил Эммануэля Киде медалью «За международное сотрудничество» Министерства иностранных дел.
Как президент Франко-российской торгово-промышленной палаты (CCI France Russie) Эммануэль Киде неоднократно высказывался за взаимную отмену санкций, введённых в марте 2014 года после событий на Украине.
28 апреля 2016 г. прошло знаковое голосование в Национальном Собрании Франции, которое поддержало отмену санкций. Франко-российская торгово-промышленная палата лично обратилась к каждому из 577 депутатов с просьбой поддержать эту резолюцию.
Миссия Франко-российской торгово-промышленной палаты нацелена на укрепление экономических и торговых отношений между Францией и Россией при помощи увеличения двустороннего инвестирования, развития диалога и улучшения понимания французских и российских реалий.
26 сентября 2022 г. получил гражданство РФ.

## Награды
- Кавалер ордена Почётного легиона.
- Нагрудный знак МИД России «За вклад в международное сотрудничество» (2015, Министерство иностранных дел Российской Федерации)[4].